# نينس هامن

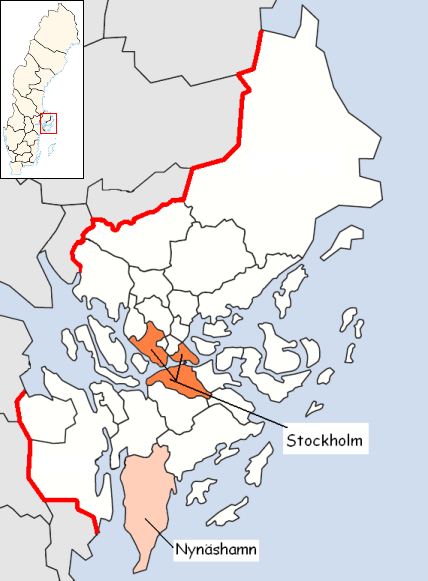
خريطة توضح فيها موقع بلدية نينس هامن في محافظة ستوكهولم

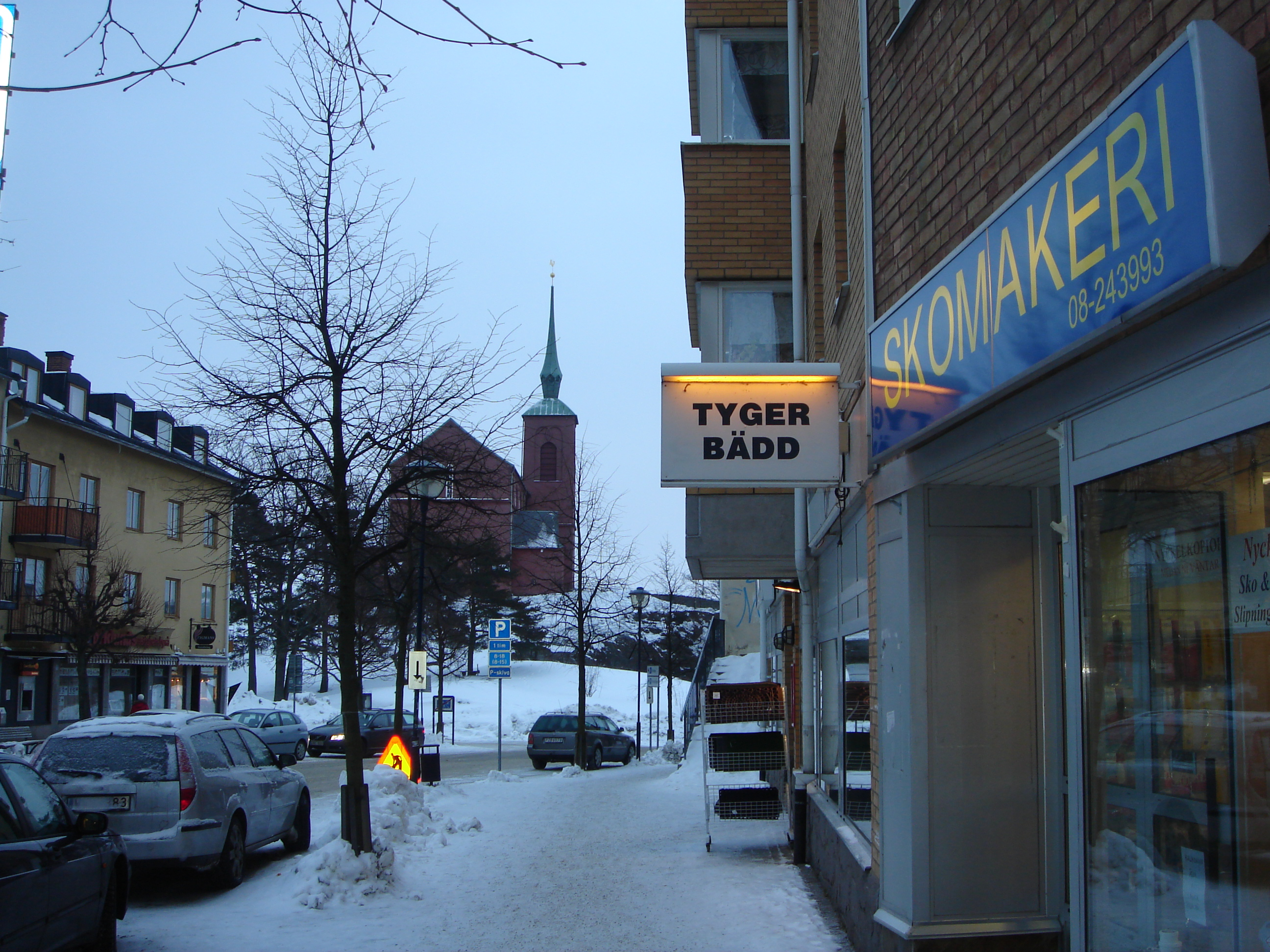
صورة لكنيسة في نينس هامن والتي تقع في وسط المدينة

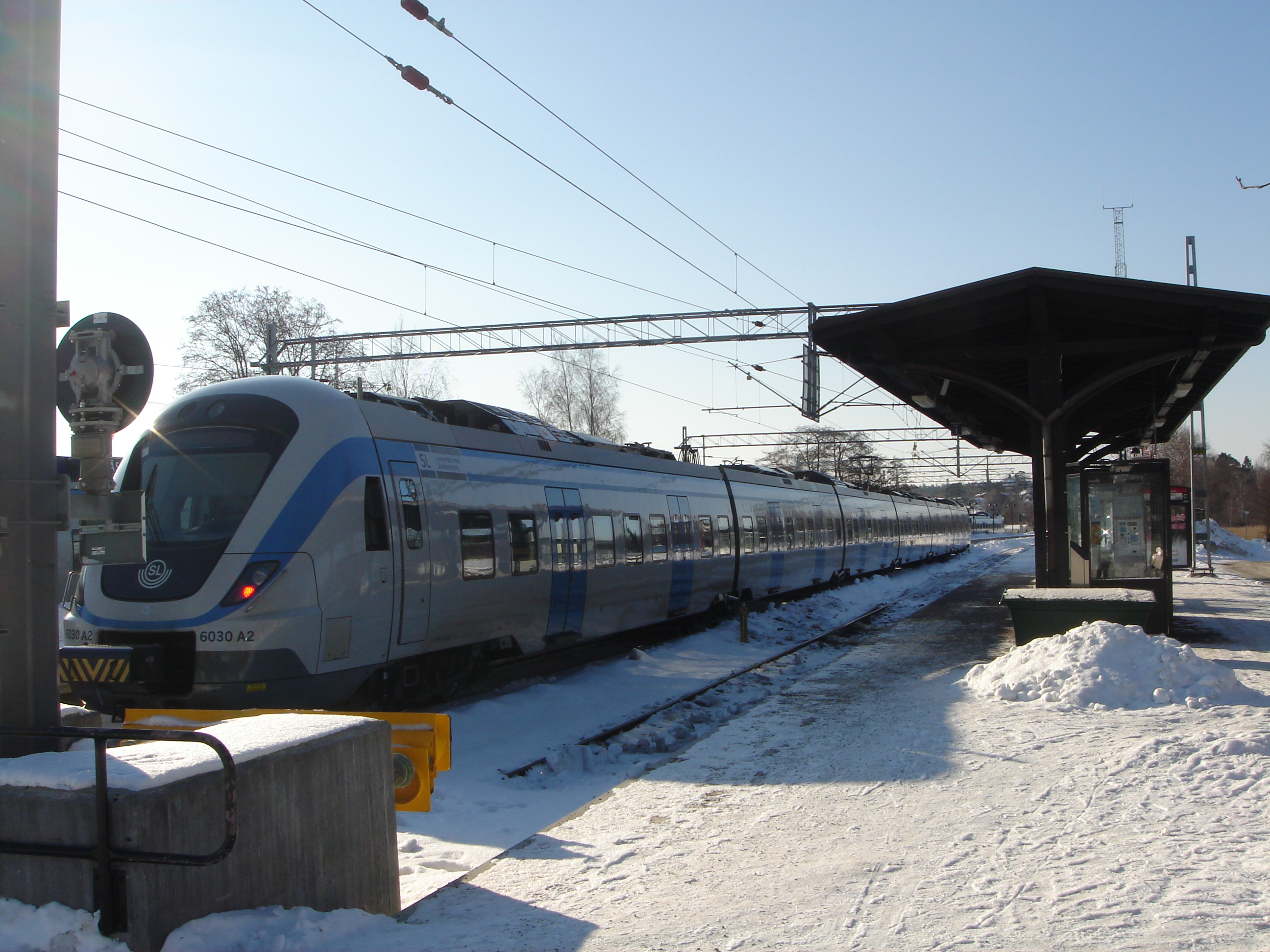
محطة قطارات نينس هامن في فصل الشتاء

نينس هامن (بالسويدية Nynäshamn) وهي مركز بلدية نينس هامن الواقعة في محافظة ستوكهولم في مقاطعة سودرمانلاند في مملكة السويد. تقع مدينة نينس هامن إلى الجنوب من ستوكهولم بحوالي 56 كلم ويوجد في مدينة نينس هامن ميناء رئيسي لكل من مدينة فيسبي السويدية و لمدينة غدانسك البولونية.يبلغ عدد سكان المدينة حوالي 13510 نسمة (31 كانون الأول 2010)

## أعلام
- إريك غوستافسون
- هارالد أندرسون
- إيفار لو يوهانسون
- غونار هيلستروم
- جون أندرسون
- كورت لارسون
- أولف نيلسون